# Weihertannensee
Der Weihertannensee ist ein kleiner Baggersee in Kahl am Main im Landkreis Aschaffenburg in Unterfranken.

## Beschreibung
Der Weihertannensee liegt am nördlichen Ortsrand von Kahl am Main, direkt am größeren See Freigericht-Ost. Am westlichen Ufer verläuft die Bundesstraße 8 und dahinter die Landesgrenze zu Hessen. Der gut fünf Hektar große See gehört zur Kahler Seenplatte. Der Weihertannensee entstand im Jahr 1970 durch Kiesabbau. Vor dem Beginn des Kiesabbaus befand sich am heutigen Platz des Sees ein versumpftes Gebiet, in dem Torfstich betrieben wurde. Durch dieses Gebiet verlief der Weihergraben in Richtung Schifflache. Er gehört als Privatbesitz zum nahegelegenen Schloss Emmerichshofen und ist seit 1968 von einer Ferienhauskolonie, in skandinavischem Baustil, komplett umgeben. Es besteht eine Verbindung zum Freigericht-Ostsee.